# Lionel Giles
Lionel Giles (Londra, 29 dicembre 1875 – 22 gennaio 1958) è stato un orientalista, scrittore e filosofo britannico.
Servì come vice-curatore del British Museum e curatore del Dipartimento di manoscritti e libri a stampa orientali. È ricordato soprattutto per la sua traduzione del 1910 de L'arte della guerra e dei Dialoghi di Confucio.
Giles era il figlio del diplomatico e sinologo britannico Herbert Giles.

## Biografia

### Giovinezza
Giles nacque a Sutton, quarto figlio di Herbert Giles e della sua prima moglie Catherine Fenn. Educato privatamente in Belgio (Liegi), Austria (Feldkirch) e Scozia (Aberdeen), Giles studiò lettere classiche al Wadham College (Oxford), laureandosi con un BA nel 1899.

### L'arte della guerra
La traduzione di Giles del 1910 de L'arte della guerra succedeva alle traduzioni del 1905 e del 1908 dell'ufficiale britannico Ferguson Calthrop, e ne confutava ampie porzioni. Nell'Introduzione, Giles scrive: 

### Sinologia
Lionel Giles usò il metodo di traduzione della romanizzazione Wade-Giles, di cui fu pioniere suo padre, Herbert Giles. Come molti sinologi dell'era vittoriana ed edoardiana, egli era interessato primariamente alla letteratura cinese, che era trattata come un ramo dei classici. I sinologi vittoriani contribuirono grandemente ai problemi della trasmissione testuale dei classici. La citazione seguente mostra l'atteggiamento di Giles rispetto al problema di identificare gli autori di opere antiche come il Lieh Tzu, il Chuang Tzu e il Tao Te Ching:
Continuando a produrre traduzioni di classici cinesi fino all'ultima parte della sua vita, fu citato da John Minford che confessò ad un amico di essere un "taoista in fondo al cuore, e posso ben crederci, poiché amava una vita tranquilla, ed era libero da quello forma estrema di erudizione combattiva che sembra essere il marchio di fabbrica della maggior parte dei sinologi."

## Traduzioni
Le prodigiose traduzioni di Lionel Giles includono i libri di: Sun Tzu, Chuang Tzu, Lao Tzu, Mencio e Confucio.
- The Art of War (L'arte della guerra, 1910), originariamente pubblicato come The Art of War: The Oldest Military Treatise in the World[5]
- The Analects of Confucius (I dialoghi di Confucio, 1910), noto anche come Analects (Analecta) o The Sayings of Confucius (I detti di Confucio)[6]
- The Sayings of Lao Tzu (I detti di Lao Tzu) e Taoist Teachings (Insegnamenti taoisti, 1912), noto anche come Tao Te Ching[7]
- The Book of Mencius (Il libro di Mencio, 1942), originariamente pubblicato come Wisdom of the East (Saggezza dell'Oriente)[8]
- The Life of Ch'iu Chin (La vita di Ch'iu Chin) e The Lament on the Lady of the Ch'in (Il lamento di una dama dei Ch'in)[6]
- A Gallery of Chinese Immortals (Una galleria di immortali cinesi, 1948), estratti dal Liexian Zhuan[9][10]